# Ebonius lineiger
Ebonius lineiger är en skalbaggsart som först beskrevs av Sylvain Auguste de Marseul 1870.  Ebonius lineiger ingår i släktet Ebonius och familjen stumpbaggar. Inga underarter finns listade i Catalogue of Life.